# Geomagnetisches Observatorium

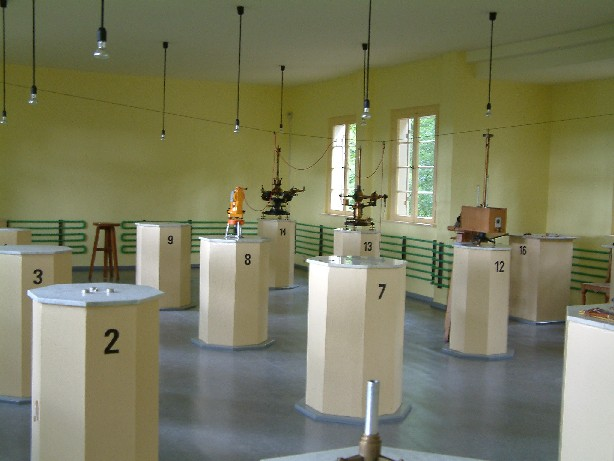
Adolf-Schmidt-Observatorium in Niemegk, Absoluthaus innen

Ein geomagnetisches Observatorium, auch erdmagnetisches Observatorium, ist eine Einrichtung zur kontinuierlichen Beobachtung, Erfassung und Dokumentation der zeitlichen und örtlichen Schwankungen des Erdmagnetfeldes mittels verschiedener Messinstrumente.
Der Standort eines geomagnetischen Observatoriums sollte frei von lokalen geologischen Besonderheiten sein. Elektrische Bahnen sollten mehr als 15 km, Wasser- und Abwasseranlagen mehr als 200 m vom Messplatz entfernt sein. Hochspannungsleitungen sollten sich ebenfalls nicht in der Nähe des Observatoriums befinden, da diese je nach Betriebslast und Richtung des Standortes Störungen in den Messungen verursachen können. Die baulichen Anlagen des Observatoriums sollten aus nichtmagnetischen Materialien bestehen. Es sollte generell auf leitende Materialien verzichtet werden, da die magnetischen Sensoren durch die von seismischen Erschütterungen im Metall verursachten Wirbelströme beeinflusst werden könnten. Außerdem ist eine stabile Plattform für die Aufstellung der meisten Messinstrumente notwendig.

## Aufgaben
Mit verschiedenen Magnetometern werden die Langzeitvariationen der drei Komponenten Deklination, Inklination und Totalintensität aufgezeichnet, um die Säkularvariation des Erdmagnetfeldes zu bestimmen. Die täglichen Variationen sowie die saisonalen Schwankungen des erdmagnetischen Feldes und dessen Verhältnis zur solaren Aktivität werden ebenfalls analysiert und als Störungsgrad des Erdmagnetfeldes in Form von Kennziffern veröffentlicht. Diese Daten werden u. a. als Minutenmittelwerte an die Weltdatenzentren versandt sowie als Jahresmittelwerte in den Jahrbüchern der Observatorien publiziert. Somit stehen sie der weltweiten Forschung zur Verfügung. Inzwischen gibt es ein globales Netzwerk von etwa 200 Observatorien, die sich am Datenaustausch beteiligen.
Die gewonnenen Messdaten dienen nicht nur der wissenschaftlichen Erforschung des Erdmagnetfeldes, sondern haben auch praktischen Nutzen. Deklinationskarten wurden früher und auch teils heute noch zur Navigation in der Schiff- und Luftfahrt benutzt. Für die Suche nach Rohstoffen wie z. B. Erz- und Öllagerstätten, sind die geomagnetischen Messdaten wichtig. In der biologischen und medizinischen Forschung finden sie ebenfalls Verwendung. Die Aktivitätskennziffern des Erdmagnetfeldes sind u. a. für die drahtlose Kommunikation nützlich: Hohe Kennziffern bedeuten z. B., dass die Qualität der Satellitenortung über GPS sinkt sowie die Kommunikation über die Kurzwelle stark gestört ist.

## Geschichte
Alexander von Humboldt führte systematische Messungen im preußischen Bergbau und auf seinen Forschungsreisen durch. 1829 folgte die Kaiserliche Akademie in St. Petersburg seinen Vorschlägen und richtete mehrere Stationen in Russland ein.
Carl Friedrich Gauß baute in Göttingen das erste geophysikalische Observatorium auf und konstruierte dafür 1832 ein empfindliches Magnetometer. Er erkannte, dass global verteilte Messungen zeitgleich erfolgen müssten, um die Ursachen der Schwankungen lokalisieren und das statisch Feld genauer messen zu können. Der zu diesem Zweck gegründete Magnetischer Verein und die britische Royal Society lieferten ab 1836 Daten, die er und Wilhelm Weber auswerteten. Er konnte 1839 zeigen, dass der Hauptteil des statischen Erdmagnetfeldes aus dem Erdinneren stammt, kleinere, kurzzeitige Variationen des Erdmagnetfeldes dagegen von außerhalb. Da Weber als Wissenschaftler, der den „Göttinger Sieben“ angehörte, welche eine Protestnote gegen den Verfassungsbruch des Königs unterzeichnet hatten, seine Professur verlor, wurden die Messungen in Leipzig 1848 fortgesetzt, wo eine eigenständige Warte in einem eigenen Gebäude errichtet wurde.
Weitere internationale Messkampagnen fanden während der Polarjahre 1882, 1932 und im Internationalen Geophysikalischen Jahr 1957–1958 statt. Dabei wurden die früheren mechanischen Magnetometer (Magnetische Feldwaagen, Torsionsmagnetometer) zunehmend von induktiv oder atomar arbeitenden (Saturationskern-, Fluxgate- (Förster-Sonden); Protonen- und Cäsium-)Magnetometern abgelöst.
Industriegeschichtlich war in Deutschland die Entwicklung von entsprechenden Präzisionsmessgeräten in Kooperation mit der Forschung eng mit den Askania-Werken in Potsdam verbunden, so bei der weltweit verbreiteten Schmidtschen Feldwaage, die neben der Messung von regionalen Daten des Erdmagnetfelds auch die Abschätzung der Magnetisierung von Gesteinsproben erlaubte.
Die räumliche Verteilung des Erdmagnetfeldes zwischen den geomagnetische Observatorien lieferte zunächst die Schifffahrt. Zunehmend übernehmen diese Aufgabe spezialisierte Satelliten, Magsat 1980, der dänische Satellit Oerstedt 1999, die vier Cluster-Satelliten 2000, CHAMP 2000, SWARM 2013. Die räumliche Abdeckung relativ langsamer Schwankungen ist seither gut, während die derzeit über 200 Laboratorien noch zur koordinierten Überwachung kurzzeitiger Variationen unverzichtbar sind.
Die Bergämtern in Ibbenbüren und Bochum führten ab 1844 zunächst Messungen mit einfachen Kompassen durch. 1854 wurde ein erstes, eisenfreies Häuschen errichtet, um mit Messinstrumenten wie den Breitkampschen Deklinatorien regelmäßige Messungen durchzuführen.
Die Westfälische Berggewerkschaftskasse (WBK) richtete 1888 in Bochum ihre erste magnetische Warte ein, die jedoch aufgrund der Industrialisierung der Umgebung mit ihren Eisenmassen und vagabundierenden Strömen aus den Oberleitungen der Straßenbahnen, mehrfach verlegt werden musste.
1912 zog sie Warte südlich der Ruhr auf einen wenig besiedelten Bergrücken in Vossnacken. Die Warte wurde 1946 stillgelegt, da der zunehmende Stahlausbau der Kohlegruben magnetische Messungen nahezu unmöglich machte.

## Geomagnetische Observatorien in Deutschland
In Deutschland gibt es vier geomagnetische Observatorien:
- Das GFZ Deutsches GeoForschungsZentrum betreibt das Adolf-Schmidt-Observatorium in Niemegk und

- das Geomagnetische Observatorium in Wingst.

- Das Geophysikalische Observatorium in Fürstenfeldbruck ist Teil der Abteilung Geophysik der Ludwig-Maximilians-Universität München.
- Das Schwarzwald-Observatorium in Wolfach ist ein geowissenschaftliches Gemeinschaftsobservatorium des Karlsruher Instituts für Technologie und der Universität Stuttgart.

Historische Observatorien:
- Bochum, Warte des Bergamts, in den 1840er Jahren gegründet, 1888 von der Westfälische Berggewerkschaftskasse (WBK) in eigenständigem Gebäude untergebracht und 1912 zum Vossnacken umgezogen.
- Ibbenbüren, Warte des Bergamts, in den 1840er Jahren gegründet.
- Leipzig, gegründet 1848 von Wilhelm Eduard Weber, mehrmals auf dem Universitätsgelände umgezogen, Gebäudeabbruch in den 1970er Jahren.
- Wilhelmshaven, das Marineobservatorium hatte seit 1878 über mehrere Jahrzehnte erdmagnetische Beobachtungen durchgeführt, die Geräte wurden 1936 an die Warte Wingst übergeben.
- Erdmagnetisches Observatorium Wingst, Warte der Deutschen Seewarte, gegründet 1938,[3] zuletzt vom GFZ Deutsches GeoForschungsZentrum bis 2019  betrieben.[4][5][6]
- Vossnacken, 1912 im Garten der Vossnacker Schule errichtet und vom Hauptlehrer betreut, 1948 eingestellt.